# Luchthaven Cyril E. King
Cyril E. King Airport (IATA: STT, ICAO: TIST), voorheen Harry S. Truman Airport, is een publieke luchthaven 3 km ten westen van Charlotte Amalie, St. Thomas, Amerikaanse Maagdeneilanden. Het is de meest gebruikte luchthaven van de Amerikaanse Maagdeneilanden.
Het vliegveld is vernoemd naar Cyril Emanuel King, de tweede gekozen gouverneur van de Amerikaanse Maagdeneilanden. 